# IC 1711
IC 1711 ist eine Spiralgalaxie vom Hubble-Typ Sb im Sternbild Fische auf der Ekliptik. Sie ist schätzungsweise 130 Millionen Lichtjahre von der Milchstraße entfernt und hat einen Scheibendurchmesser von etwa 100.000 Lichtjahren. 
Das Objekt wurde am 24. November 1897 von dem französischen Astronomen Stéphane Javelle entdeckt.